# Stig Sundqvist

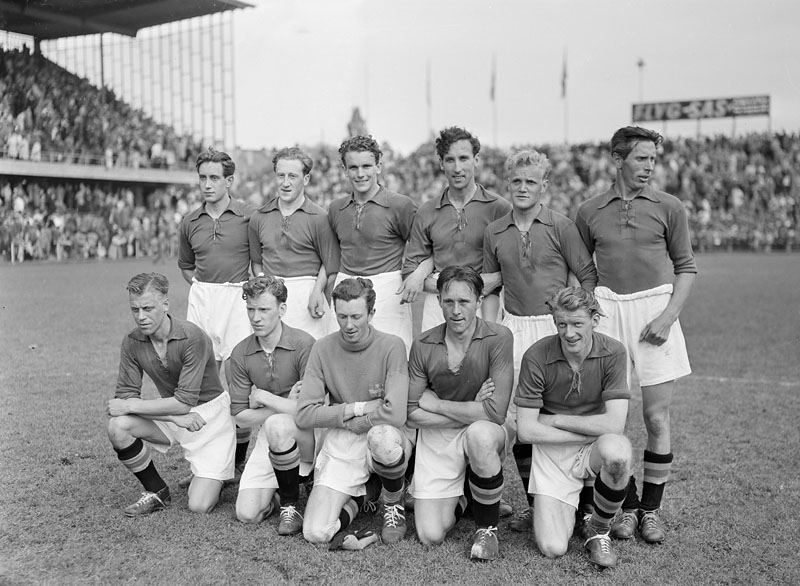
Stig Sundqvist i vänsterytterposition i pressens lag på Råsunda den 18 maj 1950.

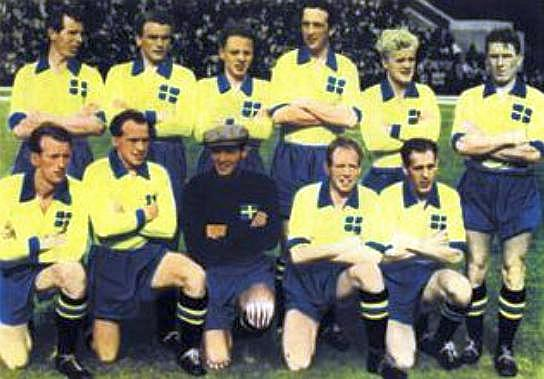
Stig Sundqvist i högerytterposition i det lag som i São Paulo vid VM 1950 besegrade Italien med 3–2.

Stig "Vittjärv" Sundqvist, född den 19 juli 1922 i Överluleå församling, död den 3 augusti 2011 i Lekeryds församling, var en svensk fotbollsspelare (vänsterytter). Han var allsvensk i IFK Norrköping 1949–1950, VM-bronsmedaljör 1950 och elva gånger landslagsman. Efter VM-turneringen 1950 blev han professionell i italienska AS Roma, där han spelade i två säsonger fram till 1952.

## Biografi
Stig Sundqvist är sannolikt den spelare som har gjort den snabbaste karriären någonsin i svensk fotbollshistoria. I maj 1949 värvades han från division IV-klubben Vittjärvs IK till IFK Norrköping. Dagen efter det att han provspelat för klubben debuterade han i Allsvenskan och tre veckor senare blev han uttagen till Sveriges landslag i en match mot Ungern. Inför VM i Brasilien 1950 gjorde han succé i det presslag som i maj 1950 slog det svenska landslaget med 3–1. Hans inlägg från kortlinjen till vänsterinnern "Nacka" Skoglund resulterade i två mål. Insatsen fick till följd att han togs ut till VM-truppen. I VM-turneringen spelade han sedan i samtliga Sveriges matcher och gjorde tre mål, tillsammans med Calle Palmér flest i det svenska laget. Med extraordinär snabbhet och utmärkt teknik förenade han en intelligent speluppfattning. Efter VM värvades han av italienska AS Roma.
Då Stig Sundqvist 1953 återvände till Sverige från Roma var han, enligt den tidens regler, proffsförklarad och fick inte spela i Allsvenskan. Han blev i stället profilstark spelande tränare för GIF Sundsvall under åren 1955–1958 och verkade sedan som tränare i Njurundaklubbarna Essviks AIF och Svartviks IF innan han flyttade söderut till Jönköpings Södra IF, som han förde upp i Allsvenskan 1969.